# 悉尼擬鮋
悉尼擬鮋（学名：Scorpaenopsis insperatus）是輻鰭魚綱鮋形目鮋亞目鮋科的其中一種，為亞熱帶海水魚，分布於西南太平洋澳洲雪梨海域，棲息深度14公尺，體長可達4.9公分，棲息在砂泥底質底層水域，生活習性不明。

## 扩展阅读
維基物種上的相關：悉尼擬鮋